# Гамма-джаз
«Гамма-джаз» — российский диксиленд из города Санкт-Петербург.
Александр Петров (1938—2017) основал в 1963 г. диксиленд при ленинградском производственном объединении «Вибратор». Название «Гамма-джаз» носит с 1965 г. А.Петров являлся бессменным руководителем и аранжировщиком до 1985 г. включительно. 
Диксиленд «Гамма-джаз» является участником 17 конкурсов и фестивалей, из которых 12 джазовых и два международных. На семи фестивалях ансамбль завоёвывал звание лауреата или был призёром, причём, только один фестиваль носил любительский статус. 
В 1967 г. ансамбль записал пластинку на фирме «Мелодия», снимался в трёх фильмах: 1969 г. — «Фас и профиль» — Лентелефильм, 1971 г. — "Путешествие с «Гамма-джазом» — студия документальных фильмов и в 1984 г. в кинофильме «Вместе с Дунаевским» — студия Лентелефильм. Активно участвовал в работе «Музыковедческой лаборатории» Г. Я. Франка программы «Горизонт» ленинградского телевидения. Около сотни выступлений на телевидении Ленинграда, Москвы, Сочи, Будапешта, Хельсинки и др. Около сотни записанных пьес на телевидении и радио. Сопровождали лекции музыковеда В. Б. Фейертага в различных городах СССР и других лекторов. Работали на «журнале» в Ленконцерте и Областной Филармонии. Гастроли от Калининграда до Омска и от Мончегорска и Апатитов до Сочи и Ташкента. 
В 1971 г. — переход на профессиональную работу в Ленинградскую Областную Филармонию. 
В 1972 г. — возвращение на ЛПО «Вибратор» по причине неудовлетворённости работой в филармонии. Первые из ленинградских оркестров выехали на два джазовых международных фестиваля в Венгрию в апреле — мае 1967 г.и завоевали «Золотой Диплом». 
C 1966 по 1971 г. обслуживали международный молодёжный лагерь «Буревестник −3», ленинградский филиал «Спутника» на черноморском побережье Кавказа.